# José Francisco Duato Marín
José Francisco Duato Marín (Alberique, Valencia, 1958) es un profesor e investigador español galardonado con el Premio Nacional de Investigación Julio Rey Pastor en el año 2009, así como el Premio Rey Jaime I a las nuevas tecnologías en el 2006. Su línea de investigación está basada principalmente en el campo de las redes de interconexión y desarrolla su labor como Catedrático de Universidad en el Departamento de Informática de Sistemas y Computadoras de la Universidad Politécnica de Valencia.

## Investigación
Los logros más significativos de José Duato, incluida la transferencia de los resultados de su investigación a la industria, el servicio a la profesión y la colaboración internacional, se citan a continuación:
- Por su cuenta, desarrolló varias estrategias de encaminamiento adaptativo para mejorar el rendimiento de interconexión de la red. Estas estrategias son tan eficientes y rentables que algunas de ellas se han aplicado en las supercomputadoras más potentes, incluidos los supercomputadores Cray T3E y Cray Black Widow, el microprocesador Compaq Alpha 21364 utilizado en la supercomputadora GS320 Alphaserver, y el superordenador IBM BlueGene/L . Estos supercomputadores estaban entre los más poderosos cuando se pusieron en marcha. En particular, el IBM Blue-Gene/L es la supercomputadora más potente hoy en día.

- Ha desarrollado, en colaboración con Xyratex (una empresa del Reino Unido), una técnica denominada Regional Explicit Congestión Notification (RECN), que es la única técnica verdaderamente escalable de gestión de la congestión para redes sin pérdidas hasta la fecha. Este resultado ha sido protegido por dos patentes conjuntas y RECN está siendo incorporado en los estándares más importantes para los futuros sistemas de comunicaciones: Advanced Switching Interconnect.

- Ha colaborado con International Business Machines (IBM) Zurich Research Laboratory (el único laboratorio de investigación de IBM en Europa) desde el año 2001 hasta que su Departamento de Comunicaciones fue cerrado. El principal resultado de esta colaboración son cuatro patentes conjuntas con IBM (Xmorph, RXS, BFC, y AFC). Junto con Jose Flich Cardo desarrolló la técnica de enrutamiento In-Transit Buffer (ITB). Myricom (una empresa de EE. UU.) ha incluido el apoyo para la ITB en su popular red Myrinet por medio de un tipo de paquete especial de la ITB.

- Es primer autor de un libro de 500 páginas[1] publicado en los EE. UU., que se ha convertido en el libro más popular en redes de interconexión. Además, es autor o coautor de más de 340 publicaciones, incluyendo capítulos de libros y artículos en revistas y actas de congresos. Ha asesorado o co-asesorado 22 estudiantes de doctorado.

- Ha sido Editor Asociado de la revista de la IEEE Transactions on Computers, la revista más antigua y prestigiosa en el área de las computadoras en la historia (55 años). También tuvo el puesto de Editor Asociado en la revista de la IEEE Transactions on Parallel and Distributed Systems, la segunda revista más prestigiosa en el área de los ordenadores en paralelo, siendo el primer investigador europeo que desempeñó este puesto. Además, él es el único investigador español que ocupó el puesto de Editor Asociado de ambas revistas.

- Fue el Principal Copresidente de la Conferencia Internacional de 2001 sobre procesamiento paralelo y desempeñó un papel vital en llevar esta prestigiosa conferencia a Valencia, siendo esta la primera vez que se llevó a cabo en Europa. Esta es la más antigua conferencia en el área de las computadoras en paralelo (en ese momento se encontraba en su 30 aniversario). También fue Presidente del Programa (Presidente del Comité del Programa Científico) del Simposio Internacional de 2004 High Performance Computer Architecture. Esta es una de las dos conferencias internacionales más relevantes en el ámbito general de arquitectura de computadores. Además, se desempeñó como Copresidente del Programa Científico de la Conferencia Internacional de 2005 sobre procesamiento paralelo, y como miembro del Comité Directivo, Copresidente del Programa Científico, el vicepresidente del Programa o Comité del Programa de miembros en más de 55 conferencias y talleres internacionales, incluidos los más prestigiosos los de la zona de ordenadores paralelos: ISCA, HPCA, ICS, ICPP, IPPS / SPDP, PDPI, PPME, y Euro-Par.

- Ha colaborado con varios investigadores de países extranjeros, incluyendo algunos de los profesores de mayor prestigio en el ámbito de las redes de interconexión: Lionel Ni, Sudhakar Yalamanchili, Das Chita, Timothy M. Pinkston, Dhabaleswar K. Panda, y Sivasubramaniam Anand, todos en la actualidad desempeñan o han desempeñado cargos como editores asociados de una o ambas de las dos revistas más prestigiosas en el área de los ordenadores. En particular, fue coautor de 51 documentos con los investigadores de seis universidades en EE. UU., un laboratorio nacional de EE. UU., y dos compañías de EE. UU., y 22 documentos adicionales con investigadores de cinco universidades europeas y asiáticas, y una compañía europea. También solicitó una patente conjunta con un investigador noruego e investigadores de los EE. UU.

- Ha sido invitado a presentar conferencias magistrales en varias conferencias internacionales, así como conferencias invitadas en varias universidades y laboratorios nacionales de los EE. UU., Europa y Asia , incluyendo la University of Illinois at Urbana-Champaign, University of Southern California, Georgia Institute of Technology, Ohio State University, Michigan State University, Pennsylvania State University, y Los Alamos National Laboratory. También fue invitado a presentar charlas en los laboratorios de investigación de algunas de las empresas informáticas más importantes (IBM, Compaq, Sun Microsystems, Intel). Además, fue invitado a participar en mesas redondas en varias conferencias internacionales y talleres.

- Fue invitado a enviar cartas de recomendación para apoyar la promoción de varios profesores en los EE. UU. de Profesor Asociado y Profesor Titular, así como nominaciones a premios. También ocupó cargos en el comité de tesis doctoral de varios estudiantes de doctorado en diversas universidades de los EE. UU., Canadá y Europa.

Un aspecto importante de la investigación desarrollada por José Duato es que siguió un enfoque disruptivo en algunos casos. Bajo este enfoque, las soluciones existentes se descartan y una solución completamente nueva y superior es propuesta, analizada y evaluada, lo que hace previamente las soluciones existentes para convertirse en obsoletas. Algunos ejemplos de este enfoque se mencionan a continuación:
- Técnicas de encaminamiento adaptativo que permiten dependencias cíclicas entre los recursos de red. Este es un enfoque contrario a la intuición, ya que parece a primera vista que el estancamiento puede formar al permitir dependencias cíclicas entre los enlaces de red o tampones. Sólo una prueba matemática compleja puede mostrar que la libertad estancamiento puede ser garantizada si se cumplen ciertas condiciones. Esta investigación fue tan perturbador cuando fue desarrollada que fue rechazada por varios compañeros y que se consideran correctos, incluso por los investigadores más prominentes de su época. Sin embargo, fue finalmente aceptada y varios investigadores reconocidos, desarrollaron su propia versión de esta teoría. Los beneficios de este enfoque son perturbadores una reducción dramática en el número de recursos necesarios para aplicar plenamente encaminamiento adaptativo. Esta reducción drástica en el número de recursos ha llevado a todos los diseñadores de supercomputadoras que quería implementar encaminamiento adaptativo en su interconexión para seleccionar Duato? Técnica s como el más adecuado y eficiente.

Técnicas de dinámica de red de reconfiguración de las redes sin pérdidas. Se pensaba que la reconfiguración de la red dinámica no es posible en una red sin pérdidas como las que se utilizan en la mayoría de grupos de alto rendimiento. La razón es que las tablas de enrutamiento de los routers o switches diferentes no puede ser actualizada de forma sincrónica, y por lo tanto, las tablas de enrutamiento de las configuraciones de red nuevas y viejas pueden coexistir, por lo general conducen a callejones sin salida. Como consecuencia, todos los productos comerciales (por ejemplo, Myrinet) se basan en la reconfiguración estática, lo que conduce a la pérdida de rendimiento muy importante cada vez que hay un cambio en la topología. Una vez más, hemos desarrollado algunas investigaciones perturbadores que muestran que, aunque las tablas de enrutamiento no puede ser actualizada de forma asincrónica, sin la introducción de puntos muertos, es posible realizar de forma asincrónica varias rondas de reconfiguración parcial tabla de enrutamiento de tal manera que se podría evitar estancamiento. Una vez más, una teoría compleja estaba obligada a probar la libertad callejón sin salida. Esta investigación abre la puerta a nuevas y más poderosas estrategias de reconfiguración de la red.
- Técnicas de Redes de gestión de la congestión que eliminen los efectos negativos de la congestión en vez de eliminar la congestión. Con el fin de utilizar las redes de una manera costo-efectiva, el punto de trabajo de la red debe estar cerca de la saturación, pero el rendimiento disminuye drásticamente al entrar en saturación, debido a la congestión de los árboles que crecen muy rápidamente, introduciendo así la cabeza de línea (HOL) entre los paquetes. Congestión árboles fueron identificados hace más de dos décadas. Muchas soluciones se han propuesto, pero ninguno de ellos es escalable con respecto al ancho de banda ni el vínculo ni tamaño de la red. Una vez más, hemos propuesto un enfoque perturbadores aquí. En lugar de eliminar la congestión, que acabamos de eliminar los efectos negativos producidos por la congestión. Nuestro enfoque es eliminar el bloqueo HOL, lo que permite bloquear los paquetes que conducen a destinos no congestionados para continuar. Esto se logra de una forma escalable mediante la implementación de un pequeño grupo (por ejemplo, dos a cuatro) de las colas adicionales en cada puerto de entrada del interruptor, el cual se asignan dinámicamente a los flujos de paquetes congestionadas cuando la congestión se detecta. De este modo, bloquea los paquetes se mueven a un lado las colas (PAE) y los paquetes que conducen a destinos no congestionados son capaces de continuar, de hecho, eliminando el bloqueo HOL con un pequeño número de recursos. Por otra parte, como nuestro sistema de gestión de la congestión reacciona de inmediato y local, no introduce los problemas de degradación de rendimiento y la inestabilidad que suelen plantearse en las técnicas tradicionales de gestión de la congestión.